# Позориште 5. авенија
Позориште 5. авенија је значајна зграда позоришта која се налази у Сијетлу у Вашингтону. Од свог отварања 1926. године позориште је било домаћин великог броја позоришних продукција и филмовима. Зграда и земљиште су у власништву Универзитета у Вашингтону и некада су били део оригиналног кампуса.
5. авенија се води као место одржавања националних турнеја Бродвеја и оргигиналних представа непрофитног позоришног удружења 5th Avenue. Објекат се налази у Улици 5. авенија на броју 1308. у историјској згради Скинер, која је наведена у Националном регистру историјских места од 1978. године. Позориште има 2130 места и запошљава преко 600 глумаца, музичара, режисера, кореографа, дизајнера, техничара, администратора и других људи, што га чини највећим позоришним послодавцем на западној пафицичкој обали Сједињених Америчких Држава. Позоришна компанија је непрофитна и подржана је појединачним донацијама и донацијама предузећа, државним изворима и продајом карата.
Програм укључује шест до седам представа годишње, укључујући мешавину локално продуциране класичне музике и премијера везаних за Бродвеј и националне мјузикле. Позориште 5. авенија требало је да буде место проба нових мјузикла пре дебитовања на Бродвеју. Поред позоришних представа у позоришту се изводи велики број манифестација, укључујући програме образовање за децу, а кроз њега годишње прође 61.000 професионалних уметника и публике.

## Архитектура
Позориште 5. авенија смештено је у згради Скинер, у историјском блоку са малопродајним објектима у приземљу, а улаз у позориште окренут је према истоименој улици. Поред дворанњ капацитета 3000 места, позориште садржи велику салу и мезар, који је некад имао собу за чај поред чекаонице и женски дневни боравак. Дизајн ентеријера позоришта 5. авенија обликован је тако да репродукује неке карактеристике историјских и добро познатих пекингшких знаменитости. Норвешки уметник Густав Лиљестром извршио је дизајн на основу своје посете Кини, а у часопису Chinesische Architecktur објављнеом 1925. године илустрован је приказ путовања Ернеста Борхмана у Кину.
Позориште је украшено у кинеском стилу и разликује се од неоренесансне спољашности зграде. Тек при уласку у улицу гледалац добија преглед ентеријера. Унутар позоришта налазе се гипсани носачи, греде и резбарени рељефи обојени у поликроматској шеми и украшени змајевима и узорцима цвећа. У позоришту налази се изрезбарени облак који обликује светлост на екрану како би створио ефекат индиректног осветљења док се гледалац приближава дрвенима улазним вратима. Некадашњу канцеларију заменио је тренутно касар који се налазио са бочне стране улаза, а урађен је као део обнове позоришта 1979. године. Оригинални царски лавови чувари (Руи Ши) уобичајено називани као пси извани улаза, пресељени су унутар позоришта као део обнове 1979. године.
Унутрашња архитектура позоришта „је одлична имитација кинеске конструкције дрвених храмова“. Двокутно предворје саджри црвене ступове умотане у гипс који се уздижу до дрвене кровне конструкције украсно обојених греда које подржавају надстрешницу од бамбуса, на којој се такође налази слој гипса. Оригинални пар лавова чувара, оба мужјака, данас се налазе код степеница галерија другог нивоа, која служи као позоришни балкон. Пред лавова, остали оригинални намештај, расвета и украс су нетакнути.
Декоративни предмети постоје и у аудиторијуму, али врхунац декорације је осмерокутни кесон из којег извире исклесани кинески змај са пет ножева. Велики змај од стакла такође се налази у позоришту. У уводном програму позоришта некада је писало:
„... Његова најимпозантнија карактеристика је велика купола ... његове симболичне теме посуђене из кинеских легенди i мотиви из кинеске поезије. Намотано у азурну сферу и окружено ужареним нијансама облака црвене боје, симболом несреће и благостања; плава од кише; зелена симбола плоче; црна поплава; и злато просперитета - је Велики Змај, чувар места, његово присуство засењено и умножено у различитим облицима широм структуре. На огромним гредама које окружују и подржавају куполу су змајеви са пет ножа - царски амблем - пљуштајући ватру у потрагу за драгуљем, изведен у облику диска који емитује издувне зраке и симболиyuje Свемоћност.”
Мотив змаја понавља се у радијалним сандуцима кесона и дрвеним сандуцима широм позоришта. Царског змаја прати симбол царице, кинески феникс (Фенг хуанг), који се код Јапанаца понекад назива Хо-Хо или Хо-Ох птица. Овај лични симбол царице се такође понавља у читавом позоришту. Поред ових симбола, широм позоришта појављују се цветови наранџе, кризантеме и лотоси. Изузетно украшени просценијумски лук и сигурносна завеса одржавају утицај кинеског дизајна. Поред декоративних карактеристика зграде, позориште 5. авенијa је такође садржало запажене техничке карактеристике када је првобитно изграђено. Узлазни део оркестра и независна платформа оргуља Вурлитзер омогућили су музичарима да се подигну до висине главне позорнице или да досегну ниво оркестра из подрума испод. Вентилациони систем имао је термостатску контролу у целој згради и дозвољавао је да се ваздух „пречисти“ пре његовог увођења у простор на излазима испод сваког трећег седишта.
Грауманово кинеско позориште у Холивуду, позориште 5. авенија названо је „највећим и најаутентичнијим примером традиционалне кинеске архитектуре од дрвена и декорације изван Азије”. Поред тога, његова повезаност са архитектом Робертом Реамером, чија друга запажена дела обухватају национално познати хотел „Олд Фејтфул Ин“ у националном парку Јелоустоун, као и многе важне зграде у стилу арт декоа. Позориште 5. авенија је додато у амерички Национални регистар историјских места 28. новембра 1978. године.

## Историјат
Председник и генерални директор Пацифичког северозападног театра, Хари С. Артур, веровао је да је Сијетл место растућег значаја у индустрији филмова средином двадесетихг година 20. века,  а самим тим и место дугорочног улагања. Артурова компанија је до 1926. године преузела конкурентски ланац од 40 позоришта и тражила даље ширење. Велики власник позоришне компаније био је С. Д. Стимсон који је био у управним одборима Пацифичких позоришта северозапада и компаније Метрополитан Metropolitan Building, програмер онога што је постало познато под називом Metropolitan Tract. Стимсон је промовисао оснивање позоришног округа попут оног који се развио око позоришта које је изградио у Лос Анђелесу.
Архитекта Роберт Ример придружио се Градској компанији Metropolitan Building после Првог светско рата и као њихов архитекта куће дизајнирао зграду Скинер и позориште 5. авенија. Стварајући позориште на 5. авенији, Римеру се придружио његов колега, Јозеф Скуг, из Римерове канцеларије и Густав Лиљестром, из компаније S. & G. Gump чије је седиште било у Сан Франциску. Изградња је почела у октобру 1925. године, а изградња је трајала 11 месеци и коштала је 1,5 милиона долара.
Позориште је званично отворено 24. септембра 1926. године програмом који је обухватао позоришне и филмске представе. Програм је обухватао неми филм и позоришне представе. Оливер Валас, популарни локални узичар и композитор вратио се из Портланда како би наступао на отварању позориште 5. авенија. Валас је био први позоришни оргуљаш у филмској кући у Сијетлу. Свечаности су такође биле приређене и испред позоришта. Седам блокова у центру Сијетла око позоришта било је затворено за саобраћај. До позоришта је организована бесплатна вожња поводом његовог отварања, којем је присуствовало хиљаде људи. Сијетл Тајмс је тада писао:

Ниједног петка увече у историји Сијетла није виђено толико људи који круже свим улицама града. Густина у центру активности била је толика да су се улични аутомобили преусмеравали на друге делове града''. — Сијетл Тајмс

У улици испред позоришта одвијао се улични карневал. Рефлектори су скенирали ноћно небо, обале Клигових светала осветљавале су улице изван позоришта, а барови су били постављени на крововима оближњих зграда. Поред тога, плесни бендови били су смештени на затвореним раскрсницама како би пружили забаву, а испред позоришта налазио се оркестар. Процењује се да је свечаном отворању позоришта 5. авенија присуствовало између 50.000 и 100.000 људи.
После свечаног отварања, позориште је служило као место водвиља и филма, а после пада водвиља, позориште је служило као филмска палата све до седамдесетих година 20. века. Са економском рецесијом, појавом телевизије и развоја филмског комплекса у предграђима, гужве су се смањивале и позориште се борило да остане отворено. Било је приморано да затвори своја врата 1978. године заједно са оближњим позориштем Орфеум. За позориште су предложене различите могућности поновне употребе, укључујући кинески ресторан, биоскоп-дворац, уредничку зграду или тржни центар. Град Сијелт није могао да заштити позориште као знаменитости због његовог положаја у оквиру унитерзитетских терена који су у власништву државе Вашингтон.
Године 1979. 43 пословна лидера основала су непрофитно удружење позоришта 5th avenue и одобрила кредит од 2,6 милиона америчких долара за спас позоришта. Међу њима је био и Нед Скинер из бродоградитељске породице који је био активни покровитељ позоришта. Архитекта Ричард Мекен нагледао је радове на обнови. Током реновирања извршено је неколико измена. Уклоњена је вертикална маркета која је обележила присуство позоришта од 1926. до 1980. године, а обновљен је део за оркестар и аудиторијум свлачионице су премештене, а технички системи унапређени. Намештај, опрема и унутрашњи натписи су задржани. Чак је и боја пажљиво враћена у првобитни сјај. Обновом позориште је поново постало погодно за наступе уживо и испунило је потребу за Сијетловом за турнејом по Бродвеју. Радови на обнови су завршени без савезних, државних или локалних средстава. Дана 16. јуна 1980. године обележен је „препород” позоришта и ново поглавље у уметничкој заједници Сијетла. На свечаној церемонији отвара обновљеног позоришта глумице Хелен Хајс назвала је позоришта 5. авенија „националним благом”. Од 3. јула 1980. године у позоришту се играо први бродвејски мјузикл „Ани”. Укупно је у овом позоришту извођена 77 пута у трајању од 10 недеља. Позовиште 5. авенија и даље успева да опстане уз помоћ многих донатора и волонтера.
Након реновирања, позориште 5. авенија постало је једно од најцењенијих позоришта у Сијетлу. Године 1989. основан је Музичка компаније 5. авенија као резиденцијална непрофитна позоришна компанија. Дана 28. фебруара 2001. године земљотрес чији је епицентар био у Олимпији у Вашингтону  потресао је позориште. У то време глумци су били на позорници и вежбали за мјузикл под називом „1776”. Позориште је претрпело минималне штете, без структурних оштећења од земљотреса.  Поправке након земљотреса укључивале су уклањање и замену 72 гипсана носача и санацију бројних пукотина на плафону. Извођачи радова морали су да поставе скеле довољно високе како би достигли највиши унутрашњи простор. Лустери су се морали спустити ради поправке и одржавања. У склопу санационих радова, компанија Turner Construction пружила је услуге сеизмичких надоградњи Скинер згради. У новембру 2009. године постављена је нова ветикална макета слична знаку на згради позоришта, који је уклоњен као део обнове 1980. године. Нови знак има дизајн инспирисан ранијим маркетама и унутрашњошћу позоришта, користи ЛЕД светла за уштеду енергије и укључује окретни знак „5” на врху.

## Музичка компанија 5. авенија
Од обнове 1980. до 1985. године, непрофитна организација 5. авенија успешно је функционисала као место за гостовања Бродвеј представама . Док су Сједињене Државе доживеле привремени пад у периоду од 1985. до 1989. године, дошло је до недостатка турнеја представа у позоришту. Сходно томе, многа позоришта придружила су се Бродвеју, док је 5. авенија остала отворена током свих ових година, са смањеним особљем и користила се за догађаје у локалној заједници. Године 1989. непрофитна организација 5. авенија основала је позоришну компанију под називом The 5th Avenue Musical Theatre која производи мјузикле. Од оснивања позоришне компаније, програм пете сезоне укључје 6 до 7 мјузикла: националне турнеје мјузикла, локално продуциране ревивале класика музичког театра и премијере везаних за Бродвејске представе. Са 150 представа сваке сезоне од јесени до пролећа које привлаче преко 30.000 претплатница и због којих се продат 300.000 карата годишње, 5. авенија сврстана је  највећу компанију музичког позоришта у Вашингтону.
Музичка компанија запошљава преко 600 глумаца, музичара, режисера, кореографа, дизајнера, техничара, сценских техничара и администратора и тако чини пету највећу позоришну компанију у региону. Позоришна компанија је непрофитна и подржана је донацијама појединаца и предузећа, Владиним изворима и продајом карата. Франк М. Јанг био је први избршни директор компаније. Од 1989. до 1999. године постојало је колоборативно партнерство између 5. авенија и Хјустоновог театар где је Јанг био извршни директор. 
Ово партнерство продуцирало је 10 сезона музичког позоришта, укључујући националне турнеје и сопствене продукције мјузикла. Дана 17. октобра 1989. године представљен је први самостално продуцирани мјузикл компаније 5 авенија/ ТУТС под називом „Маме”, а главну улогу имала је Џулијет Провс. Године 1995. након премијере у позоришту 5. авенија, представа Jekyll & Hyde постала је први продукција позоришта 5. авеније које је преијерно изведена на Бродвеју, у априлу 1997. године. Представа је продуцирана у сарадњи са позориштем Али и ТУТС из Хјустона.
У августу 2000. године партнерство са компанијом ТУТС је завршено када се Дејвид Армстронг придружуио Музичкој компанији 5. авенија и постао њен први резиденцијални уметнички директор покренувши нову еру сарадње са водећим музичким позоришним компанијама и продуцентима широм земље. Од стварања Музичке компаније 5. авенија 1989. године, уведено је традиционалну тестирање за нове мјузикле пре њиховог објављивања на Бродвеју. Од 2001. године Пета авенија премијерно је извела 17 нових дела, од којих је девет премијерно изведено на Бродвеју. Дејвид Армстронг истакао је да је 5. авенија постала веома тражен партнер за развој бродвејских мјузикла.
Неки значајни мјузикли приказани публици из Сијетла у Позоришту 5. авенија пре успеха на Бродвеју укључују: Jekyll & Hyde (1995) који је номинован за 4 Тони награде, представа Wedding Singer такође је освојила 4 номинације за Тони награду. Фимска адаптација мјузикла Лак за косу премијерно је приказан 5. јула 2007. године, у 5. авенији, 4 дана пре државне премејере. Традиција „тестирања” наставила се и у сезони 2008/09. премиејрама мјузикла Шрек и Мемфис. Оба су освојили Тонијеве награде, а Мемфис и награду за Најбољи мјузикл у 2010. години. Током сезоне 2009/10. изведен је филм Ухвати ме ако можеш, који је на Бродвеју премијерно приказан на пролеће 2011. године. Током 2011. године у 5. авенији изведен је мјузикл Божићна прича, заснован на истоименом филму, а након тога и мјузикл Аладин. Упоредо са покушајима пре Бродвеја, позориште 5. авенија извело је два мјузикла, Принцезе 2005. и Lone Star Love 2007. године, који су првобитно требали да се изведу на Бродевеју, али нису због лоших критика.
Позориште је такође домаћин разних специјалних догађаја и нуди бројне програме образовања и едукације за децу и одрасле у школском узрасту који досежу преко 61.000 ученика, професионалних извођача и публике сваке године. Један пример тога су награде за музичко позориште које се додељују школским представама и појединцима из средњих школа. На крају сваке школске године, одржава се свечаност у стилу доделе Тони награда, која подразумева угледне излагаче, наступе, номиноване и примаоце награда. Церемонија је такође место где позоришни радници регрутују глумачке таленте.

## Продукције по сезонама

### Сезона 2020-2010
- Evita
- Broadway Vacation[40]
- Shrek The Musical
- Godspell
- Chilifinger! The Musical
- Come from Away

### Сезона 2019-2020
- Austen's Pride (октобар 4—27, 2019)
- Mrs. Doubtfire (новембар 26—децембар 29, 2019)[41]
- Bliss (јануар 31—фебруар 23, 2020)[42]

Sister Act, Jersey Boys, Once on This Island и Evita су планирани за сезони али су отказани због пандемије вируса корона.

### Сезона 2018-2019
- Come from Away (9. октобар—4. новембар, 2018)
- Annie (23. новембар—30. децембар, 2018)
- Rock of Ages (1—24. фебруар 2019)
- Marie, Dancing Still (22. март—14. април 2019)
- Urinetown (6. април—26. мај 2018),
- The Lightning Thief (23—28. април 2019)
- West Side Story (31. мај—23. јун 2019),

### Сезона 2017-2018
- Something Rotten! (12. септембар—1. октобар 2017)
- Ragtime (13. октобар—5. новембар 2017)
- Irving Berlin's Holiday Inn (24. новембар—31. децембар 2017)
- Mamma Mia! (2—25. фебруар 2018)
- Ride the Cyclone (10 март—20 мај 2018), копродукција
- Kiss Me, Kate (6—29. април 2018)
- The Hunchback of Notre Dame (1—24 јун 2018)

### Претходне сезоне
| Сезона 2016-2017.                      | Сезона 2016-2017.                           | Сезона 2016-2017.               | Сезона 2016-2017.                                                                                                 |
| Представа                              | Тип продукције                              | Датум                           | Улоге |
| -------------------------------------- | ------------------------------------------- | ------------------------------- | --- |
| Man of La Mancha                       | локална продукција                          | 7—30. октобар 2016.             | Руфус Бонд као Дон Кихот, Нова Пајтон као Алдонза и Дон Дерил Ривера као Санчо Паса.                              |
| The Little Mermaid                     | локална продукција са турнејом у 12 градова | 23. новембар—31. децембар 2016. | Дајана Хјуи као Аријел, Метју Кацергис као принц Ерик, Џенифер Ален као Урсула и Стивен Бленчард као краљ Тритон. |
| The Pajama Game                        | локална продукција                          | 9. фебруар—5. март 2017.        | |
| Murder for Two                         | копродукција                                | 25. март—4. јун 2017.           | |
| The Secret Garden                      | копродукција                                | 14. април—6. мај 2017.          | |
| Romy and Michele's High School Reunion | локална продукција, светска премиејра       | 7. јун—2. јул 2017.             | |
| Fun Home                               | национална турнеја                          | 11—30. јул 2017.                | |

| Сезона 2015-2016.                                | Сезона 2015-2016.  | Сезона 2015-2016.                 | Сезона 2015-2016. |
| Представа                                        | Тип продукције     | Датум                             | Глумци |
| ------------------------------------------------ | ------------------ | --------------------------------- | --- |
| Matilda the Musical                              | национална турнеја | август 18—6. септембар 2015.      | |
| Waterfall                                        | копродукција       | 1—25. октобра 2015.               | Би Сукрит као Нопон и Лаура Грифич као Катарина |
| The Sound of Music                               | локална продукција | 24. новембар 2015—3. јануар 2016. | Кристе деЛор Хеланд као Марија |
| How to Succeed in Business Without Really Trying | локална продукција | 28. јануар—21. фебруар 2016.      | Ерик Анкрим као Џ. Финч и Сара Роуз као Роузмери |
| Assassins                                        | копродукција       | 27. фебруар—15. мај 2016.         | Роуз Андресон, Нејтан Брокет, Џон Кунс, Ник ДеСантис, Ричард Греј, Лаура Грифит, Фридрин Хагрин, Луис Хобсон, Кендра Касебум, Брендон О'Нил, Мет Волф, дизајн урадио Брајана Сидни. |
| A Night with Janis Joplin                        | Локална продукција | Кејс Клантон као Џенис Џоплин     | |
| Kinky Boots                                      | Национална турнеја | април 27—8. мај 2017.             | |
| Paint Your Wagon                                 | локална продукција | June 9–30, 2016                   | Роберт Куколи као Бен Рамсон, Кендра Кејсбум као Кајла Вудинг, Џастин Грегори Лопез као Армандо и Кристе деЛор Хеланд као Џенифер                                                   |
| A Gentleman's Guide to Love and Murder           | национална турнеја | 12—31. јул 2016.                  | Џон Репон и Кевин Маси |

| Сезона 2014-2015.                                                                                          | Сезона 2014-2015.  | Сезона 2014-2015.               | Сезона 2014-2015. |
| Представа                                                                                                  | Тип продукције     | Датум                           | Глумци |
| --- | ------------------ | ------------------------------- | --- |
| A Chorus Line                                                                                              | локална продуцкија | 23—28. септембар 2014           | Габријел Кореј, Паул Фланаган, Малори Кинг, Трина Милс, Тарин Дар, Криси Вајтехед, Ендреју Палермо, Кристина Асмар и Сара Роуз Дејвис. |
| Kinky Boots                                                                                                | национална турнеја | 7—26. октобар 2014.             | |
| A Christmas Story                                                                                          | локална продукција | 25. новембар—30. децембар 2014. | |
| Carousel                                                                                                   | локална продукција | 5. фебруар—1. март 2015.        | Брендон О'Нил и Лаура Грифит |
| Jacques Brel is Alive and Well and Living in Paris                                                         | копродукција       | 7. март—17. мај 2015.           | Ерик Анкрим, Кајам Илика, Кендра Кејсбум, Тимоти Меквин, Луси Хобсон (март 7—април 12), Мет Овен (април 14—мај 17).                    |
| Jasper in Deadland                                                                                         | локална продукција | 30. април—24. мај 2015.         | Мет Дојл као Џаспед и Синди Шепард као Гречен.                                                                                         |
| Grease | локална продукција | 9. јул—2. август 2015.          | |
| Напомена: Предбродвејска премиејра представе Something Rotten!, изведена је више пута током априла и маја. |                    |                                 | |

| Сезона 2013–2014.             | Сезона 2013–2014.  | Сезона 2013–2014.               | Сезона 2013–2014. |
| Представа                     | Тип продукције     | Датум                           | Глумци            |
| ----------------------------- | ------------------ | ------------------------------- | ----------------- |
| Secondhand Lions              | светска премиејра  | 7. септембар—6. октобар 2013.   |                   |
| Anything Goes                 | национална турнеја | 15. октобар—3. новембар 2013.   |                   |
| Oliver!                       | локална продукција | 29. новембар—31. децембар 2013. |                   |
| Monty Python's Spamalot       | локална продукција | 30. јануар—2. март 2014.        |                   |
| Little Shop of Horrors        | копродукција       | 8. март—15. јун 2014.           |                   |
| A Room With a View            | локална продукција | 15. април—11 мај 2014.          |                   |
| The Gershwins' Porgy and Bess | национална турнеја | 11—29. јун 2014.                |                   |

| Сезона 2012-2013.       | Сезона 2012-2013.              | Сезона 2012-2013.               | Сезона 2012-2013. |
| Представа               | Тип продукције                 | Датум                           | Глумци            |
| ----------------------- | ------------------------------ | ------------------------------- | ----------------- |
| Memphis                 | 18. септембар—7. октобар 2012. |                                 |                   |
| The Addams Family       | национална турнеја             | 24. октобар—11. новембар 2012.  |                   |
| Elf                     | локална продукција             | 30. новембар—31. децембар 2012. |                   |
| Grey Gardens            | локална продукција             | 25. новембар—31. децембар       |                   |
| The Music Man           | локална продукција             | 7. фебруар—10. март 2013.       |                   |
| Jersey Boys             | национална турнеја             | 4. април—13. мај 2013.          |                   |
| The Pirates of Penzance | локална продукција             | 11. јул—4. август 2013.         |                   |

| Сезона 2011-2012.      | Сезона 2011-2012.                | Сезона 2011-2012.               | Сезона 2011-2012. |
| Представа              | Тип продукције                   | Датум                           | Глумци            |
| ---------------------- | -------------------------------- | ------------------------------- | ----------------- |
| Les Misérables         | национална турнеја               | 9—22 август 2011.               |                   |
| Saving Aimee           | предбродвејска светска премиејра | 30. септембар—30. октобар 2011. |                   |
| Cinderella             | локална продукција               | 25. новембар—31. децембар 2011. |                   |
| First Date the Musical | копродукција                     | 11. фебруар— 6. мај 2012.       |                   |
| Oklahoma!              | локална продукција               | 3. фебруар—4. мај 2012.         |                   |
| Damn Yankees           | копродукција                     | 17. мај—5. јун 2012.            |                   |
| Rent                   | локална продукција               | 6. јул—5. август 2012.          | Џерик Хофер       |

| Сезона 2010-2011. | Сезона 2010-2011.                | Сезона 2010-2011.               | Сезона 2010-2011. |
| Представа | Тип продукције                   | Датум                           | Улоге             |
| --- | -------------------------------- | ------------------------------- | ----------------- |
| In the Heights | Национална турнеја               | 28. септембар—17. октобар 2010. |                   |
| A Christmas Story, the Musical                                                                                        | локална продукција               | новембар 27— децембар 19, 2010. |                   |
| Vanities: A New Musical                                                                                               | копродукција                     | 4. фебруар—3. април 2011.       |                   |
| Next to Normal | национална турнеја               | 22. фебруар—13 март 2011.       |                   |
| 9 to 5 | национална турнеја               | 5—24. април 2011.               |                   |
| Guys and Dolls | локална продукција               | 17. мај—5. јун 2011.            |                   |
| Aladdin | предбродвејска светска премијера | 7—31. јул                       |                   |
| Напомена сезоне: Локална продукција представе Oklahoma!, оригинално је приказана у сезони заменивши представу Аладин. |                                  |                                 |                   |

| Сезона 2009-2010.                            | Сезона 2009-2010.                | Сезона 2009-2010.       | Сезона 2009-2010.          |
| Представа                                    | Тип продукције                   | Датум                   | Глумци                     |
| -------------------------------------------- | -------------------------------- | ----------------------- | -------------------------- |
| Catch Me If You Can                          | предбродвејска светска премијера | 23. јул—14. август      | Арон Твет и Норбет Лео Буц |
| Joseph and the Amazing Technicolor Dreamcoat | локална продукција               | 13. октобар—1. новембар | Антони Федеров             |
| White Christmas                              | локална продукција               | 1—20. децембар          |                            |
| South Pacific                                | национална турнеја               | 29. јануар—18. фебруар  |                            |
| Legally Blonde                               | национална турнеја               | 23. фебруар—14. март    |                            |
| On the Town                                  | локална продукција               | 13. април—2. мај        |                            |
| Candide                                      | локална продукција               | 25. мај—13. јун         |                            |

| Сезона 2008-2009.               | Сезона 2008-2009.                           | Сезона 2008-2009.        | Сезона 2008-2009.          |
| Представа                       | Тип продукције                              | Датум                    | Глумци                     |
| ------------------------------- | ------------------------------------------- | ------------------------ | -------------------------- |
| Shrek the Musical               | предбродвејска премијера, светска премијера | 14. август—21. септембар | Брајан Џејмс, Сутон Фостер |
| The Drowsy Chaperone            | национална турнеја                          | 28. октобар—16. новембар |                            |
| Seven Brides for Seven Brothers | локална продукција                          | 3—28. децембар           | Ед Вотс, Лаура Грифит      |
| Memphis                         | предбродвејска премијера                    | 27. јануар—15. фебруар   | Чед Кимбел, Монтего Гловер |
| Hello, Dolly!                   | локална продукција                          | 8—29. март               | Џенифер Левис, Пет Кешмен  |
| Sunday in the Park with George  | локална продукција                          | 21. април—10. мај        | Хаг Панаор, Били Вилдрик   |
| Grease                          | национална турнеја                          | 12—30. мај               | Тејлор Хикс                |

| Сезона 2007-2008. | Сезона 2007-2008.  | Сезона 2007-2008.         | Сезона 2007-2008.      |
| Представа | Тип продукције     | Датум                     | Глумци                 |
| --- | ------------------ | ------------------------- | ---------------------- |
| Lone Star Love | локална продукција | 8—30. септембар           | Ренди Квејд            |
| Into The Woods | локална продукција | 19. октобар—10. септембар | Лиса Естриџ            |
| Whistle Down the Wind | национална турнеја | 13. новембар—2. децембар  |                        |
| Jersey Boys | национална турнеја | 5. децембар—12. јануар    |                        |
| Mame | локална продукција | 9. фебруар—2. март        | Ди Хоти                |
| Cabaret | локална продукција | 25. март—13. април        | Ник Гарисон, Тери Кели |
| Напомена: Lone Star Love је премијерно требала да буде на Бродвеју, али је отказана због неслагања са глумцем Рендијем Квејдом. |                    |                           |                        |

| Сезона 2006-2007. | Сезона 2006-2007.  | Сезона 2006-2007.         | Сезона 2006-2007. |
| Представа | Тип продукције     | Датум                     | Глумци            |
| --- | ------------------ | ------------------------- | ----------------- |
| Bombay Dreams | национална турнеја | 12. септембар—1. октобар  |                   |
| Company | локална продукција | 17. октобар—1. новембар   | Хаг Панаро        |
| White Christmas | локална продукција | 28. новембар—17. децембар | Мајкл Грубер      |
| Buddy - The Buddy Holly Story | локална продукција | 14. фебруар—4. март       | Били Џо Хјуелс    |
| Camelot | национална турнеја | 20. март—8. април         | Мајкл Јорк        |
| Edward Scissorhands | национална турнеја | 25. април—13. мај         |                   |
| West Side Story | локална продукција | 29. мај—17. јун           | Луис Хобсон       |
| Напомена: Оригинални мјузикл 5. авеније под називом Cry-Baby базиран на филму Џони Депа, замењен је представом Buddy: The Buddy Holly Story. |                    |                           |                   |

| Сезона 2005-2006. | Сезона 2005-2006.                | Сезона 2005-2006.         | Сезона 2005-2006.               |
| Show | Production Type                  | Run Dates                 | Starring                        |
| --- | -------------------------------- | ------------------------- | ------------------------------- |
| The King and I | национална турнеја               | 20. септембар—9. октобар  | Луси Лолес                      |
| Sweeney Todd | локална продукција               | 25. октобар—13 новембар   | Карол Сварбрик, Ален Фрицпатрик |
| The Sound of Music | локална продукција               | 29. новембар—18. децембар | Ким Хјубер, Теренс Мен          |
| The Wedding Singer | предбродвејска светска премијера | 31. јануар—19. фебруар    | Стивен Ланкч                    |
| Wonderful Town | локална продукција               | 21. март—9. април         | Сара Рудинов, Били Вилдрок      |
| Pippin | локална продукција               | 9. мај—28. мај            | Луис Хобсон                     |
| Les Misérables | национална турнеја               | 24. мај—4. јун            |                                 |
| Напомена: Dr. Dolittle, није приказан у позоришту и замењен је представом The Sound of Music. Buddy: The Buddy Holly Story, орогинално је приказана у сезони заменивши The Wedding Singer, пре почетка сезоне. Национална турнеја Les Misérables била је на крају сезоне. |                                  |                           |                                 |

| Сезона 2004-2005. | Сезона 2004-2005.                | Сезона 2004-2005.       | Сезона 2004-2005.       |
| Представа | Тип продукције                   | Датум                   | Глумци                  |
| --- | -------------------------------- | ----------------------- | ----------------------- |
| Hairspray | национална турнеја               | 7—26. септембар         |                         |
| Smokey Joe's Cafe | локална продукција               | 19. октобар—7. новембар |                         |
| Peter Pan | национална турнеја               | 1—19. децембар          | Кети Ригби              |
| Singin' in the Rain | локална продукција               | 13. фебруар—5. март     |                         |
| Miss Saigon | национална турнеја               | 5—24. април             |                         |
| Gentlemen Prefer Blondes | локална продукција               | 13—15. мај              | Луси Лолес и Фејс Принс |
| Princesses | предбродвејска светска премијера | 9—28. август            |                         |
| Напомене: We Will Rock You мјузикл базиран на песми групе Queen), оригинално је изведен заменивши концерт Gentlemen Prefer Blondes. Предбродвесјак светска премијера представе Princesses представљена је на крају сезоне уместо мјузикла We Will Rock You, који је отказан.( |                                  |                         |                         |

| Сезоне пре 2004–2005. | Сезоне пре 2004–2005. |
| --- | --- |
| 2003–2004 - The Rocky Horror Show - Flower Drum Song - The Wizard of Oz - [[A Funny Thing Happened on the Way to the Forum - Dreamgirls - Thoroughly Modern Millie, национална турнеја - Yankee Doodle Dandy!, светска премијера | 2002–2003 - Hairspray, предбродвејска светска премијера - Blast!, национална турнеја - The Full Monty, национална турнеја - A Chorus Line - My Fair Lady - Les Misérables, национална турнеја - Hair - 42nd Street, национална турнеја |
| 2001–2002 - A Little Night Music - The Prince And The Pauper - Kiss Me, Kate, национална турнеја - The Most Happy Fella - Hair | 2000–2001 - Parade, национална турнеја - Anything Goes - Copacabana, национална турнеја - 1776 - Gypsy, у улози са Џуди Кеј |
| 1999 - Camelot - Titanic, национална турнеја - Guys & Dolls - Footloose, национална турнеја | 1999–2000 - Les Misérables, национална турнеја - Grand Hotel - The Secret Garden - Martin Guerre, предбродвејска светска премијера - The Phantom Of The Opera, национална турнеја |
| 1997–1998 - Les Misérables, национална турнеја - Peter Pan, национална турнеја са улогом Кечи Ригби - Hot Shoe Shuffle - Victor/Victoria - Two For The Show, Томи Тјун и Сенди Данкан | 1996–1997 - Music Of The Night, национална турнеја - Me and My Girl - Singin' in the Rain - Дизнијев Beauty And The Beast, национална турнеја - The King And I, национална турнеја |
| 1995–1996 - Man Of La Mancha, улога Џон Кулум - The Music Man - Kiss of the Spider Woman, национална турнеја са улогом Чите Ривере - 42nd Street - Fiddler On The Roof, национална турнеја са улогом Теодор Бикел - Carousel, продукција Краљевског националног позоришта - Les Misérables, национална турнеја                                                                                            | 1994–1995 - Crazy for You, национална турнеја - The Wizard of Oz - Jekyll & Hyde, предбродвејска светска премејра - Follies |
| 1993–1994 - Will Rogers Follies, национална турнеја са Мек Дејвисом - Cinderella - South Pacific - Kismet, са Патрис Мунсел | 1992–1993 - Les Misérables, национална турнеја - Annie Warbucks, премијера предбродвејске светске премиејре - The Phantom of the Opera - Brigadoon - Sayonara |
| 1991–1992 - Kopit & Yeston Phantom, у улози са Ричардом Вајтом - Here's Love - West Side Story - Paint Your Wagon, у улози Рој Кларк | 1990–1991 - The Desert Song, у улози Ричард Вајт - Oliver!, у улози Дејви Џоунс - Les Misérables, национална турнеја - Evita |
| 1989–1990 - Mame, у улози Џулијет Проус - The Unsinkable Molly Brown, национална турнеја са Деби Рејнолдс - The Sound Of Music - My Fair Lady - Jesus Christ Superstar | 1986–1988 - No musicals presented/produced; outside rentals only. |
| 1985 - 42nd Street, национална турнеја | 1984 - Nine', национална турнеја - Sugar Babies, национална турнеја са АНом Милером и Микијем Рунијем - Jerry's Girls, национална турнеја са Керол Канинг, Лесли Агамс и Андреом МекАдрлеом - Steve & Eydie, национална турнеја |
| 1983 - On Your Toes, национална турнеја - Woman of the Year, национална турнеја са улогом Лаурен Бакал | 1982 - Pirates Of Penzance, национална турнеја са Питером Ноном и Џејмсом Белушијем - Seven Brides for Seven Brothers, национална турнеја са улогом Деби Бун - Colette, светска премијера са Дијаном Риг - A Day In Hollywood, A Night In The Ukraine, национална турнеја - Doug Henning, национална турнеја - Annie, национална турнеја - Hello, Dolly!, национална турнеја са Керол Ченинг - A Chorus Line, национална турнеја - Lena Horne: A Lady And Her Music, национална турнеја - Evita, национална турнеја - Show Boat, национална турнеја са Доналдом О'Конором - Children of a Lesser God, национална турнеја - Sugar Babies, национална турнеја |
| 1981 - The Winslow Boy, национална турнеја - Annie, национална турнеја - West Side Waltz, национална турнеја са Катрин Херпун - Camelot, национална турнеја са Ричардом Харисом - Little Johnny Jones, национална турнеја са Дејвидом Касидијем - On Golden Pond, национална турнеја са Џејмсом Витомором - Oklahoma!, национална турнеја - Fiddler On The Roof, национална турнеја са Херсел Бернандијем | 1980 - Annie, национална турнеја - I Do! I Do!, национална турнеја са улогама Хауварда Кила и Џејн Паувел - On a Clear Day You Can See Forever, национална турнеја са Робертом Гулетом - A Chorus Line, национална турнеја |